# 6121 Plachinda
6121 Plachinda è un asteroide della fascia principale. Scoperto nel 1987, presenta un'orbita caratterizzata da un semiasse maggiore pari a 2,2623738 UA e da un'eccentricità di 0,1875346, inclinata di 3,25030° rispetto all'eclittica.